# High school
Con il termine high school (inglese: "scuola superiore") s'intende in alcune parti del mondo (in particolare Scozia, Nordamerica e Australia) un ente che fornisce in tutto o in parte l'istruzione secondaria, cioè quella fase del percorso scolastico tra la scuola primaria e l'università, compresa solitamente tra i 13 e i 18 anni d'età. L'età di accesso a questo livello di scuola varia in funzione del paese e all'interno di una stessa giurisdizione. In Nuova Zelanda e parti di Australia e Canada, high school è sinonimo di scuola secondaria. 
Negli Stati Uniti coincide di norma con la scuola superiore del sistema italiano.

## Negli Stati Uniti
Ci sono 4 anni di high school: freshman, sophomore, junior e senior. Gli studenti, per potersi diplomare nell'annualità senior, devono cominciare a raccogliere crediti dall'annualità freshmen. A differenza della scuola italiana, negli USA gli studenti possono scegliere i corsi da seguire, dando la precedenza alle materie obbligatorie per diplomarsi e successivamente alle materie che, invece, danno semplicemente crediti. Inoltre, la bocciatura in un corso non causa la ripetizione dell'anno, ma l'anno successivo si deve seguire sia il corso di livello precedente (quello "fallito") che quello di livello successivo. L'anno è suddiviso in sei bimestri. La scala di valutazione è in lettere (A, B, C, D, E, F in ordine di merito decrescente) ed è basata sulle percentuali. A metà anno, alla fine del terzo bimestre, ci sono i mid term exam, ovvero degli esami su tutto il programma fatto fino a quel punto. A fine anno invece ci sono i final, che invece si basano su tutto il programma dell'anno. Gli esami sono obbligatori per gli studenti che hanno una media inferiore alla C, per gli studenti che hanno una media della B con un giorno di assenza e per gli studenti che hanno una media della A ma con più di tre giorni di assenza.
I compiti in classe possono essere test a crocette, saggi da scrivere o dimostrazioni pratiche, a discrezione dell'insegnante o a seconda della materia. I corsi che vengono offerti a scuola sono molteplici e comprendono ambiti molto diversi, vanno dalle materie tradizionali - matematica, studi sociali, scienze, geografia, letteratura, storia, educazione fisica, lingue, educazione civica, economia, arte - ad altri tipi di corsi come dialettica, teatro, cucina, "cheerleading", architettura della rete (web design), scrittura creativa.
Ogni scuola ha la sua squadra di football e il suo team di cheerleader, vengono anche offerte molte altre attività sportive come basket, baseball, nuoto, softball, balli di gruppo. 

Inoltre esistono i vari club a cui ci si può iscrivere (club di spagnolo, club di arte e design, il coro o "glee" ecc). Ogni insegnante ha la sua classe e sono gli studenti a spostarsi per raggiungere il corso. 
Ci sono materie obbligatorie per tutti gli studenti che devono essere seguite per un numero di anni, le altre materie possono essere scelte in base a interessi personali.
I corsi obbligatori sono:
- inglese – 4 anni
- matematica - 4 anni
- lingua straniera – 2 anni (per chi vuole frequentare il college)
- discipline artistiche – 2 anni (musica, arte, teatro, ballo, disegno)
- educazione fisica – 2 anni

Vi sono altri corsi facoltativi, che servono per aumentare i crediti.

## In Canada
Le scuole superiori, chiamate high school, durano quattro anni e sono organizzate in corsi.
I corsi obbligatori variano secondo la provincia e cambiano durante il corso del tempo. I primi anni sono più numerosi i corsi obbligatori e man mano diminuiscono.
Alcuni esempi di corsi facoltativi sono:
- scienze
- lingue straniere
- teatro
- musica
- fotografia
- computer
- cucina
- altri

## In Italia
In Italia le high school statunitensi sono classificate come scuole internazionali e si trovano in ogni base NATO. Vengono frequentate da tutti i ragazzi i cui genitori lavorano per la NATO, ma possono accedervi anche ragazzi italiani che non vi rientrano, pagando una tassa annuale. 
Queste le high school che si trovano in Italia:
| Regione               | Comune                        |
| --------------------- | ----------------------------- |
| Abruzzo               | Chieti                        |
| Campania              | Gricignano d'Aversa (Caserta) |
| Campania              | Napoli                        |
| Friuli-Venezia Giulia | Aviano (Pordenone)            |
| Lazio                 | Grottaferrata (Roma)          |
| Lazio                 | Roma                          |
| Liguria               | Genova                        |
| Lombardia             | Milano                        |
| Sicilia               | Catania                       |
| Toscana               | Firenze                       |
| Toscana               | Livorno                       |
| Veneto                | Vicenza                       |